# Mesodiphlebia
Mesodiphlebia is een geslacht van vlinders van de familie snuitmotten (Pyralidae), uit de onderfamilie Phycitinae.

## Soorten
- M. crassivenia Zeller, 1881
- M. ochraceella Hampson, 1918
- M. rhodesiana Janse, 1922
- M. rosella Hampson, 1896
- M. stricticostella Ragonot, 1887